# Prozessionale
Ein Prozessionale ist ein liturgisches Buch. Es enthält die Gesänge bei den Prozessionen innerhalb der Liturgie an bestimmten Festtagen wie Mariä Lichtmess oder Palmsonntag und an Prozessionstagen wie den Bitttagen oder an Fronleichnam. Manche Prozessionalia enthielten außerdem die Prozessionsordnung und Gebete während der Prozession.
In mittelalterlichen Prozessionale-Handschriften und in frühneuzeitlichen Prozessionale-Drucken wird – oft auf prachtvoll gestalteten Zierseiten – der Ablauf der jeweiligen Prozession detailliert dargestellt.
Mehrere Exemplare wertvoller Prozessionalia befinden sich noch heute in Klosterbibliotheken und -archiven oder im Kirchenschatz mittelalterlicher Dome und Kirchen.
Seit der Liturgiereform des Zweiten Vatikanischen Konzils erscheint das Prozessionale nicht mehr unter den liturgischen Büchern des römischen Ritus.